# Der junge Inspektor Morse
Der junge Inspektor Morse (Originaltitel: Endeavour, auf Deutsch „Bemühung/Anstrengung/Bestrebung“, zugleich der Vorname der Hauptfigur) ist eine britische Krimi-Reihe, basierend auf einer Figur des Schriftstellers Colin Dexter. Sie lief zwischen 2012 und 2023 beim britischen Fernsehsender ITV, die deutschsprachige Version lief zwischen 2017 und 2024 auf ZDFneo. Die titelgebende Hauptrolle des Kriminalpolizisten Endeavour Morse spielte Shaun Evans. Die Serie ist das Prequel zur Fernsehserie Inspektor Morse, Mordkommission Oxford, die von 1987 bis 2000 von ITV ausgestrahlt wurde.
Im September 2021 fand die Erstausstrahlung der achten Staffel bei ITV (UK) statt. Am 23. Mai 2022 wurde bekannt, dass die Serie nach der 3 Episoden umfassenden neunten Staffel eingestellt wird.

## Handlung
Die Reihe handelt von den Anfängen des späteren Detective Inspector (DI) Endeavour Morse bei der Kriminalpolizei von Oxford beginnend mit dem Jahr 1965. Nach einem abgebrochenen Studium an der University of Oxford ging er zunächst als Dechiffrierer zum Royal Corps of Signals. Danach begann er seine Polizeilaufbahn in Carshall-Newtown. Von dort wird er mit weiteren Kollegen nach Oxford geschickt, um der dortigen Polizei bei einem Fall zu helfen. DI Fred Thursday von der Oxford City Police findet Gefallen an der Ermittlungsarbeit von Morse und holt ihn in sein Ermittlerteam zur Aufklärung von Kapitalverbrechen.

## Besetzung und Synchronisation
Die deutsche Synchronisation erfolgt durch die Synchronfirma TaunusFilm Synchron in Berlin, wobei Harald Wolff für Dialogbuch und Dialogregie verantwortlich zeichnet.
| Rollenname                  | Schauspieler         | Staffel   | Deutsche Synchronstimme                            | Bemerkung |
| --------------------------- | -------------------- | --------- | -------------------------------------------------- | --- |
| Hauptfiguren                |                      |           |                                                    | |
| Endeavour Morse             | Shaun Evans          | 1–9       | Till Endemann                                      | Kriminalbeamter bei der Oxforder Polizei, zunächst DC, ab Staffel 5 DS                                                               |
| Fred Thursday               | Roger Allam          | 1–9       | Axel Lutter                                        | Unmittelbarer Vorgesetzter von Morse, zunächst DI, ab Staffel 5 DCI, während Staffel 6 wieder zum DI degradiert, danach wieder DCI.  |
| Dr. Max DeBryn              | James Bradshaw       | 1–9       | Leonhard Mahlich                                   | Gerichtsmediziner |
| Chief Superintendent Bright | Anton Lesser         | 1–9       | Robert Missler Hanns-Jörg Krumpholz (ab Staffel 5) | Leiter des Polizeikommissariats der Oxford City Police, ab Staffel 6 Leiter des Bereiches Verkehr bei der Thames Valley Constabulary |
| Jim Strange                 | Sean Rigby           | 1–9       | Dennis Sandmann                                    | Zunächst uniformierter Kollege (PC) von Morse, in Staffel 3 zum DS befördert                                                         |
| Nebenfiguren                |                      |           |                                                    | |
| DS Peter Jakes              | Jack Laskey          | 1–3       | Dirk Stollberg                                     | Mitglied des Ermittlerteams um DI Fred Thursday                                                                                      |
| Dorothea Frazil             | Abigail Thaw         | 1–9       | Sabine Arnhold                                     | Herausgeberin der Lokalzeitung Oxford Mail                                                                                           |
| Win Thursday                | Caroline O’Neill     | 1–9       | Marina Krogull                                     | Ehefrau von DI Fred Thursday |
| Joan Thursday               | Sara Vickers         | 1–6, 8–9  | Alice Bauer                                        | Tochter von Fred Thursday |
| Sam Thursday                | Jack Bannon          | 1–3, 5, 9 | Maximilian Artajo                                  | Sohn von Fred Thursday |
| DI Bart Church              | Simon Kunz           | 2         | N.N.                                               | Vorgesetzter von Morse während dessen Auszeit bei der Polizei von Oxfordshire                                                        |
| Monica Hicks                | Shvorne Marks        | 2–4       | N.N.                                               | Nachbarin und spätere Freundin von Morse                                                                                             |
| WPC Shirley Trewlove        | Dakota Blue Richards | 3–5       | Leonie Dubuc                                       | Uniformierte Kollegin von Morse |
| DC George Fancy             | Lewis Peek           | 5         | Fabian Kluckert                                    | Mitglied im Ermittlerteam von Fred Thursday, Freund von WPC Trewlove                                                                 |

## Episodenliste

### Staffel 1
| Nr. (ges.) | Nr. (St.) | Deutscher Titel | Originaltitel | Erstausstrahlung UK | Deutschsprachige Erstausstrahlung (D) | Regie             | Drehbuch      |
| ---------- | --------- | --------------- | ------------- | ------------------- | ------------------------------------- | ----------------- | ------------- |
| 1          | 1         | Ein Gedicht     | Endeavour     | 2. Jan. 2012        | 3. Sep. 2017                          | Colm McCarthy     | Russell Lewis |
| 2          | 2         | Mädchen         | Girl          | 14. Apr. 2013       | 10. Sep. 2017                         | Edward Bazalgette | Russell Lewis |
| 3          | 3         | Mord nach Noten | Fugue         | 21. Apr. 2013       | 17. Sep. 2017                         | Tom Vaughan       | Russell Lewis |
| 4          | 4         | Alte Liebe      | Rocket        | 28. Apr. 2013       | 24. Sep. 2017                         | Craig Viveiros    | Russell Lewis |
| 5          | 5         | Leichte Beute   | Home          | 5. Mai 2013         | 8. Okt. 2017                          | Colm McCarthy     | Russell Lewis |

### Staffel 2
| Nr. (ges.) | Nr. (St.) | Deutscher Titel | Originaltitel | Erstausstrahlung UK | Deutschsprachige Erstausstrahlung (D) | Regie              | Drehbuch      |
| ---------- | --------- | --------------- | ------------- | ------------------- | ------------------------------------- | ------------------ | ------------- |
| 6          | 1         | Der Schatz      | Trove         | 30. März 2014       | 15. Okt. 2017                         | Kristoffer Nyholm  | Russell Lewis |
| 7          | 2         | Nachtstücke     | Nocturne      | 6. Apr. 2014        | 22. Okt. 2017                         | Giuseppe Capotondi | Russell Lewis |
| 8          | 3         | Dunkle Mächte   | Sway          | 13. Apr. 2014       | 29. Okt. 2017                         | Andy Wilson        | Russell Lewis |
| 9          | 4         | Nimmerland      | Neverland     | 20. Apr. 2014       | 29. Okt. 2017                         | Geoffrey Sax       | Russell Lewis |

### Staffel 3
| Nr. (ges.) | Nr. (St.) | Deutscher Titel | Originaltitel | Erstausstrahlung UK | Deutschsprachige Erstausstrahlung (D) | Regie             | Drehbuch      |
| ---------- | --------- | --------------- | ------------- | ------------------- | ------------------------------------- | ----------------- | ------------- |
| 10         | 1         | Illusionen      | Ride          | 3. Jan. 2016        | 5. Nov. 2017                          | Sandra Goldbacher | Russell Lewis |
| 11         | 2         | Freie Liebe     | Arcadia       | 10. Jan. 2016       | 5. Nov. 2017                          | Bryn Higgins      | Russell Lewis |
| 12         | 3         | Tödlicher Duft  | Prey          | 17. Jan. 2016       | 12. Nov. 2017                         | Lawrence Gough    | Russell Lewis |
| 13         | 4         | Abschied        | Coda          | 24. Jan. 2016       | 12. Nov. 2017                         | Oliver Blackburn  | Russell Lewis |

### Staffel 4
| Nr. (ges.) | Nr. (St.) | Deutscher Titel | Originaltitel | Erstausstrahlung UK | Deutschsprachige Erstausstrahlung (D) | Regie             | Drehbuch      |
| ---------- | --------- | --------------- | ------------- | ------------------- | ------------------------------------- | ----------------- | ------------- |
| 14         | 1         | Totenmasken     | Game          | 8. Jan. 2017        | 19. Nov. 2017                         | Ashley Pearce     | Russell Lewis |
| 15         | 2         | Irrungen        | Canticle      | 15. Jan. 2017       | 19. Nov. 2017                         | Michael Lennox    | Russell Lewis |
| 16         | 3         | Bett zehn       | Lazaretto     | 22. Jan. 2017       | 26. Nov. 2017                         | Börkur Sigþórsson | Russell Lewis |
| 17         | 4         | Sonnenglanz     | Harvest       | 29. Jan. 2017       | 26. Nov. 2017                         | Jim Loach         | Russell Lewis |

### Staffel 5
| Nr. (ges.) | Nr. (St.) | Deutscher Titel | Originaltitel | Erstausstrahlung UK | Deutschsprachige Erstausstrahlung (D) | Regie           | Drehbuch      |
| ---------- | --------- | --------------- | ------------- | ------------------- | ------------------------------------- | --------------- | ------------- |
| 18         | 1         | Muse            | Muse          | 4. Feb. 2018        | 6. Sep. 2020                          | Brady Hood      | Russell Lewis |
| 19         | 2         | Kartusche       | Cartouche     | 11. Feb. 2018       | 13. Sep. 2020                         | Andy Wilson     | Russell Lewis |
| 20         | 3         | Passagiere      | Passenger     | 18. Feb. 2018       | 20. Sep. 2020                         | Jim Field Smith | Russell Lewis |
| 21         | 4         | Farben          | Colours       | 25. Feb. 2018       | 27. Sep. 2020                         | Robert Quinn    | Russell Lewis |
| 22         | 5         | Quartett        | Quartet       | 4. März 2018        | 11. Okt. 2020                         | Geoffrey Sax    | Russell Lewis |
| 23         | 6         | Ikarus          | Icarus        | 11. März 2018       | 17. Okt. 2020                         | Gordon Anderson | Russell Lewis |

### Staffel 6
| Nr. (ges.) | Nr. (St.) | Deutscher Titel | Originaltitel | Erstausstrahlung UK | Deutschsprachige Erstausstrahlung (D) | Regie           | Drehbuch      |
| ---------- | --------- | --------------- | ------------- | ------------------- | ------------------------------------- | --------------- | ------------- |
| 24         | 1         | Unschuldig      | Pylon         | 10. Feb. 2019       | 23. Okt. 2020                         | Johnny Kenton   | Russell Lewis |
| 25         | 2         | Apollo          | Apollo        | 17. Feb. 2019       | 24. Okt. 2020                         | Shaun Evans     | Russell Lewis |
| 26         | 3         | Zuckerguss      | Confection    | 24. Feb. 2019       | 24. Okt. 2020                         | Leanne Welham   | Russell Lewis |
| 27         | 4         | Wolkenschloss   | Degüello      | 3. März 2019        | 24. Okt. 2020                         | Jamie Donoughue | Russell Lewis |

### Staffel 7
| Nr. (ges.) | Nr. (St.) | Deutscher Titel | Originaltitel | Erstausstrahlung UK | Deutschsprachige Erstausstrahlung (D) | Regie       | Drehbuch      |
| ---------- | --------- | --------------- | ------------- | ------------------- | ------------------------------------- | ----------- | ------------- |
| 28         | 1         | Orakel          | Oracle        | 9. Feb. 2020        | 22. Jan. 2022                         | Shaun Evans | Russell Lewis |
| 29         | 2         | Lieferservice   | Raga          | 16. Feb. 2020       | 22. Jan. 2022                         | Zam Salim   | Russell Lewis |
| 30         | 3         | Wolfskopf       | Zenana        | 23. Feb. 2020       | 22. Jan. 2022                         | Kate Saxon  | Russell Lewis |

### Staffel 8
| Nr. (ges.) | Nr. (St.) | Deutscher Titel   | Originaltitel | Erstausstrahlung UK | Deutschsprachige Erstausstrahlung (D) | Regie       | Drehbuch      |
| ---------- | --------- | ----------------- | ------------- | ------------------- | ------------------------------------- | ----------- | ------------- |
| 31         | 1         | Nummer Zehn       | Striker       | 12. Sep. 2021       | 11. März 2022                         | Shaun Evans | Russell Lewis |
| 32         | 2         | Kleines Vögelchen | Scherzo       | 19. Sep. 2021       | 12. März 2022                         | Ian Aryeh   | Russell Lewis |
| 33         | 3         | End-Station       | Terminus      | 26. Sep. 2021       | 12. März 2022                         | Kate Saxon  | Russell Lewis |

### Staffel 9
| Nr. (ges.) | Nr. (St.) | Deutscher Titel | Originaltitel | Erstausstrahlung UK | Deutschsprachige Erstausstrahlung (D) | Regie         | Drehbuch      |
| ---------- | --------- | --------------- | ------------- | ------------------- | ------------------------------------- | ------------- | ------------- |
| 34         | 1         | Tödliche Noten  | Prelude       | 26. Feb. 2023       | 30. Apr. 2024                         | Shaun Evans   | Russell Lewis |
| 35         | 2         | Ohne Ausweg     | Uniform       | 5. März 2023        | 1. Mai 2024                           | Nirpal Bhogal | Russell Lewis |
| 36         | 3         | Alte Feinde     | Exeunt        | 12. März 2023       | 1. Mai 2024                           | Kate Saxon    | Russell Lewis |

## Rezeption
Die Serie erhielt in Deutschland überwiegend sehr positive Kritiken. Gelobt wurden die Verweise auf die Originalreihe und der „erfrischende Retro-Charme“, die Serie wird als klug, charmant und als Geheimtipp bezeichnet. Der Focus schreibt, dass es sich um „solides Krimivergnügen mit einem sympathischen Ermittler“ handelt, und bemerkt, dass Hauptdarsteller Shaun Evans entgegen allen Befürchtungen von Fans der Originalreihe „seine Sache […] sehr gut macht“.
In einer 2018 von dem britischen Magazin Radio Times durchgeführten Umfrage erreichte Der junge Inspektor Morse Platz vier der beliebtesten britischen Krimiserien hinter der Kultserie Inspektor Morse (1987–1993, 1995–2000). Die Reihe Lewis (2006–2015), ebenfalls nach Motiven von Colin Dexter, erreichte Platz zwölf.

## Trivia
- Colin Dexter, Autor der ursprünglichen Romanvorlage sowie Erfinder der Figur des Endeavour Morse, ist in Cameo-Auftritten in den Folgen 1–10 sowie in Folge 14 zu sehen.

- Abigail Thaw in der Rolle von Dorothea Frazil (Herausgeberin der Oxford Mail), ist die Tochter von John Thaw, dem Darsteller des Inspector Morse in der Originalserie.[7]